# 福岡市雁之巢娛樂中心球技場
福岡市雁之巢娛樂中心球技場（日语：福岡市雁の巣レクリエーションセンター球技場）為福岡縣福岡市東區奈多的福岡市雁之巢育樂中心内的球技場。
目前是福岡黃蜂的練習場地。建設皆為福岡市所有，由公園綠地管理財團進行營運管理。

## 簡介
於1996年完工。同年便開始供福岡黃蜂進行練習賽。
包含福岡黃蜂所使用的A球場，共有3面天然草皮，為了供橄欖球隊使用還另外設置了2面紅土球場。
此外，在育樂中心裡也有做為福岡軟銀鷹2軍根據地的棒球場。（1軍偶爾也會使用）

## 設施概要
- A球場 B球場 C球場
  - 場地大小 68m×105m（天然草皮） 座位 500席

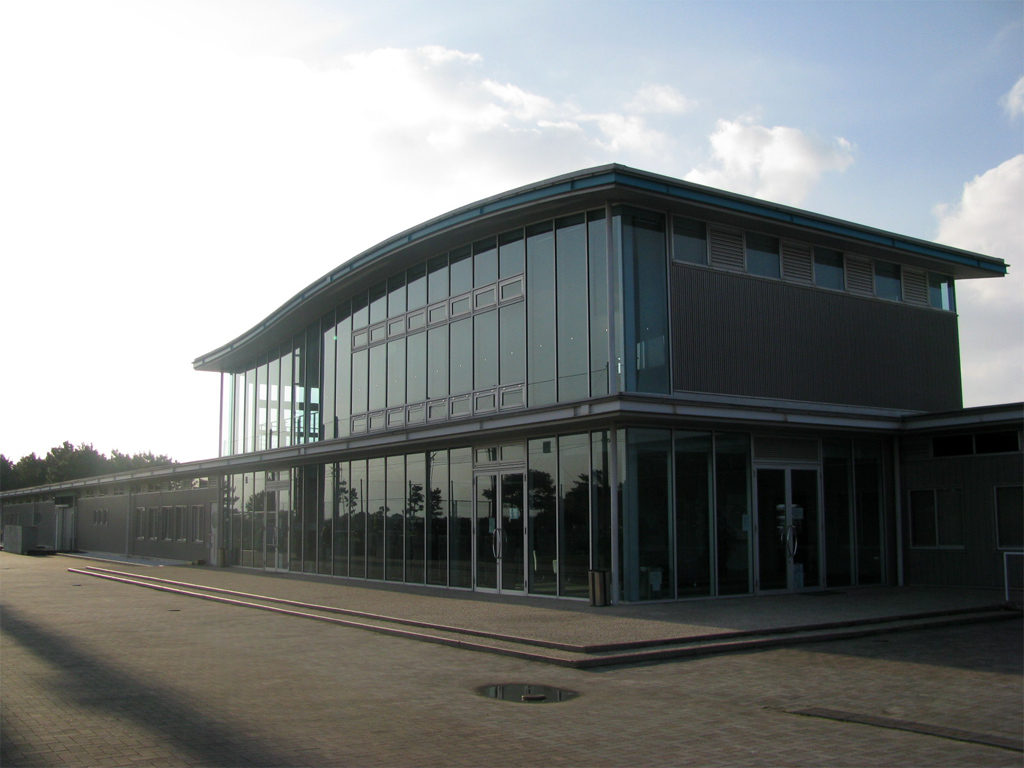
雁之巢俱樂部

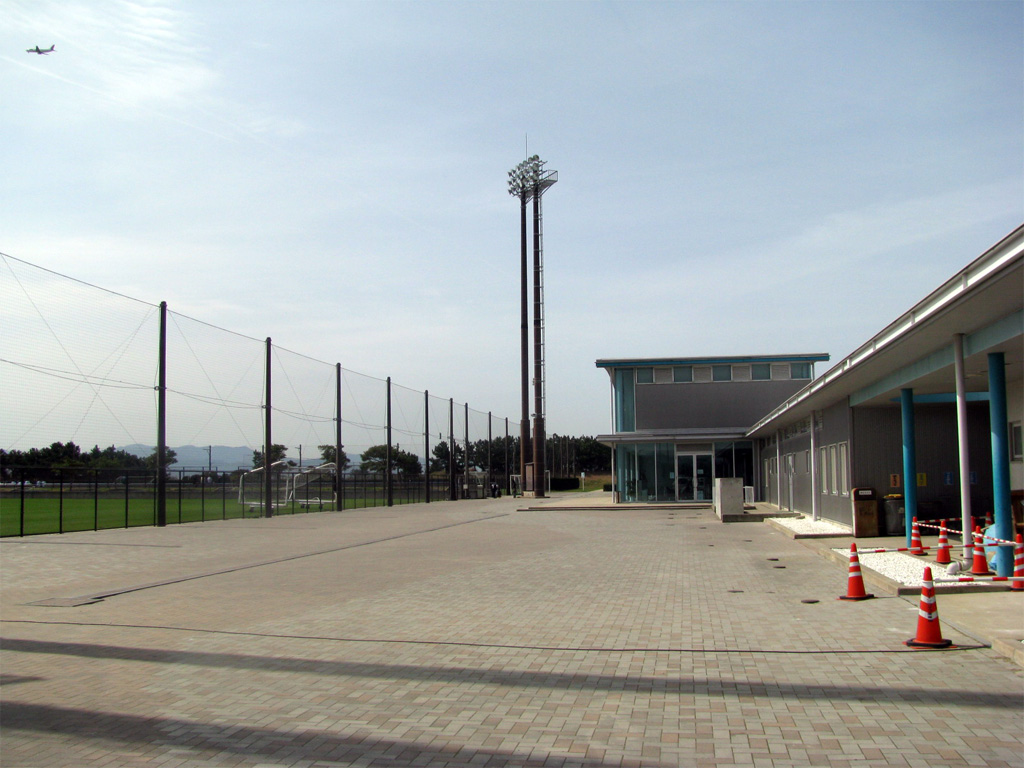
球技場前道路

- D球場
  - 場地大小 68m×95m（紅土・足球） 68m×100m（紅土・橄欖球） 沒有座位
- E球場
  - 場地大小 68m×105m（紅土） 沒有座位

## 交通方式
JR （所需時間 約30分） 
- 從博多車站搭乘鹿兒島本線至香椎車站，轉乘香椎線到雁之巢站下車，再徒步約8分鐘路程

西鐵巴士 （所需時間 約40〜50分鐘）
- 【搭乘車號】21A（經由都市高速公路）、21（經由國道3號線）

從天神郵局前公車站→經由「都市高速・和白」（最快35分鐘）→至「雁ノ巣レクリエーションセンター」公車站下車，徒步約5分鐘路程
- 【搭乘車號】210、220

從天神郵局前公車站→經由「都市高速・アイランドシティー」（最快27分鐘）→至「雁ノ巣レクリエーションセンター」公車站下車，徒步約5分鐘路程

駕車前往 
- 經由高速公路
  - 從九州公路古賀I.C.進入往福岡方向的國道3號線
  - 在糟屋郡新宮町的大森交叉路口右轉、經過三苫三叉路交叉路口朝香椎方向繼續向前
  - 「志賀島」「海之中道海濱公園」的交叉路口（塩浜三苫口）往志賀島線右轉
  - 穿過雁之巢踏切直線前進、經過縣道志賀島線與島嶼線的交叉路口（有個紅綠燈）繼續向前
  - 便能看見停車場
- 經由都市高速道路
  - 福岡北九州都市高速道路，從「香椎濱出口」出去、沿著都市高速道路向前進
  - 看到地標「志賀島」與「海之中道海濱公園」的片男佐橋交叉路口左轉。
  - 經過島城、穿越海之中道大橋，左手邊就是停車場入口
- 經由一般道路（和白）
  - 在國道495號線和白交叉路口往志賀島方向（縣道志賀島線）前進
  - 穿越雁之巢鐵道口，直線前進
  - 經過縣道志賀島線與島嶼線的交叉路口（有個紅綠燈）繼續向前
  - 便能看見停車場
- 經由一般道路（島城）
  - 從天神方向經過國道3號線在香椎参道口交叉路口左轉
  - 看到地標「志賀島」與「海之中道海濱公園」的片男佐橋交叉路口向前進
  - 經過島城、穿越海之中道大橋，左手邊就是停車場入口

停車場
- 容納車數　1,400台
- 停車費　1日1台300日圓
  - 可使用福岡市地鐵IC卡
  - 普通車與大型車費用相同
  - 摩托車、電動車、自行車免費
  - 1小時內免費停車

## 關連項目
- 東平尾公園博多之森球技場 - 福岡黃蜂的主場
- 福岡巨蛋 - 福岡軟銀鷹的1軍主場

## 外部連結
- 福岡市雁之巢娛樂中心官方網站 （页面存档备份，存于）